# Rulyrana saxiscandens
Espèce
Synonymes
- Cochranella saxiscandens Duellman & Schulte, 1993
- Cochranella tangarana Duellman & Schulte, 1993
- Rulyrana tangarana (Duellman & Schulte, 1993)
- Cochranella croceopodes Duellman & Schulte, 1993

Statut de conservation UICN

 EN B1ab(iii) : En danger
Rulyrana saxiscandens est une espèce d'amphibiens de la famille des Centrolenidae.

## Répartition
Cette espèce est endémique de la province de San Martín dans la  région du même nom au Pérou,. Elle se rencontre entre 517 et 1 047 m d'altitude dans la cordillère Escalera.

## Description
Les mâles mesurent de 20,8 à 23,2 mm.

## Publication originale
- Duellman & Schulte, 1993 : New species of centrolenid frogs from northern Peru. Occasional Papers of the Museum of Natural History, University of Kansas, no 155, p. 1-33 (texte intégral).